# Intersport
Intersport este o companie de retail care comercializează articole sportive.
Compania, care deține o rețea de peste 5.300 de magazine în 39 de țări, are vânzări anuale de aproximativ 8,5 miliarde de euro.
În afară de cele 12 branduri proprii, rețeaua de magazine distribuie alte aproximativ 30 de branduri printre care Lotto, Nike, Puma, Reebok sau Adidas. INTERSPORT are 5381 de magazine specializate în 42 de țări din întreaga lume.

## Intersport în România
Compania este prezentă și în România, cu o rețea de nouă magazine în anul 2008.
Magazinele Intersport sunt deținute în franciză de către grupul elen Genco, parte a holdingului Fourlis.
Cifra de afaceri:
- 2007: 10 milioane euro[3]
- 2006: 4,5 milioane euro[3]